# Utrikespolitiska föreningen i Stockholm
Utrikespolitiska föreningen Stockholm, UF Stockholm, också benämnt "Stockholm Association of International Affairs", är en religiöst och partipolitiskt obunden förening som drivs på ideell basis. Föreningen riktar sig främst till universitetsstudenter. Föreningens syfte är att agera för att sprida kunskap och väcka debatt kring utrikespolitiska frågor. Detta görs genom seminarier och föreläsningar som anordnas under skolterminens gång. Olika talare eller personer med specifika kunskaper för ämnet bjuds vid dessa tillfällen in; allt från politiker och ambassadörer till miljöaktivister och journalister. Föreningen ger även ut en tidskrift vid namn "The Stockholm Journal of International Affairs" som utkommer fyra gånger per år. Utrikespolitiska föreningen anordnar även resor, talarpubar och ett mentorskapsprogram - alla med ett utrikespolitiskt fokus. Föreningen har ungefär 600 medlemmar. Både Olof Palme och Carl Bildt, båda statsministrar, var medlemmar under dess studenttid.

## Historia
Föreningen har en lång historia och etablerades redan 1925 under namnet "Stockholms akademiska förening för Nationernas förbund" och var då tänkt som en lokalavdelning till Nationernas förbund. Föreningen anordnade bland annat diplomataftnar och studieresor till Genève. Medlemmar vid denna tid var bland annat Hilding Eek, Karin Boye och bröderna Sven och Herman Stolpe.
Den 9 februari 1934 ändrade föreningen namn till Utrikespolitiska föreningen, eftersom studenterna inte längre ville bli förknippade med Nationernas förbund som de ansåg hade svikit sina ideal. 1936 tillsatte föreningen en arbetsgrupp vars syfte var att ”väcka opinion för bildandet av ett Utrikespolitiskt Institut”. Detta initiativ hade stor framgång och 1938 bildades Utrikespolitiska Institutet (UI).
Under efterkrigstiden var föreningen en lokalavdelning till Förenta nationerna och hade mot slutet av sextiotalet omkring tusen medlemmar vilka företog studieresor till USA, Latinamerika, Israel och Kina. I samband med 68-rörelsen radikaliserades föreningen och splittrades för att under sjuttiotalet dö ut.
Den 11 november 1998 återbildades stockholmsföreningen av en handfull internationellt intresserade studenter. Utrikespolitiska föreningen fungerar idag som ett forum för intresserade och insatta i internationell politik och erbjuder bland annat föreläsningar och debatter på så kallade talarcaféer som hålls varje onsdag, oftast på Café Bojan vid Stockholms universitets huvudcampus. Bland de föreläsare som inbjudits kan nämnas Fredrik Reinfeldt och Margot Wallström.

## Utrikespolitiska förbundet Sverige
UF Stockholm är medlem i Utrikespolitiska förbundet Sverige UFS, som är ett nationellt förbund för samtliga utrikespolitiska föreningar i Sverige. Varje förening har utsända representanter, ofta kallade "UFS representative" eller "National Representative". År 2023 valdes Lowe Lilliehorn till "National Representative".

### Fotnoter
1. ↑  ”ufstockholm | Journal.” (på engelska). UF Stockholm | Stockholm Association of International Affairs. Arkiverad från originalet den 27 mars 2019. https://web.archive.org/web/20190327091309/https://www.ufstockholm.com/magazine. Läst 26 mars 2019.
2. ↑  ”About” (på engelska). Ufstockholm. https://www.ufstockholm.com/about. Läst 4 november 2023.
3. ↑  UF Stockholm
4. ↑  ”Board Members” (på engelska). Ufstockholm. https://www.ufstockholm.com/board-members. Läst 4 november 2023.